# Viorel P. Barbu
Viorel P. Barbu (Deleni, 14 de junio de 1941) es un matemático rumano, miembro de la Academia Rumana y rector de la Universidad "Alexandru Ioan Cuza" de Iasi entre 1981 y 1989.

## Biografía
Viorel P. Barbu nació en la comuna de Deleni, perteneciente al condado de Vaslui, en 1941 y asistió a la escuela secundaria teórica "Mihail Kogălniceanu" en Vaslui y las últimas clases en la escuela secundaria "Costache Negruzzi" en Iasi. Se graduó de la Facultad de Matemáticas de la Universidad "Alexandru Ioan Cuza" de Iași. Su director de tesis fue Adolf Haimovici; y esta se tituló "Teoría de la regularidad de los operadores pseudodiferenciales". Se convirtió en profesor en la Universidad de Iași en 1980.

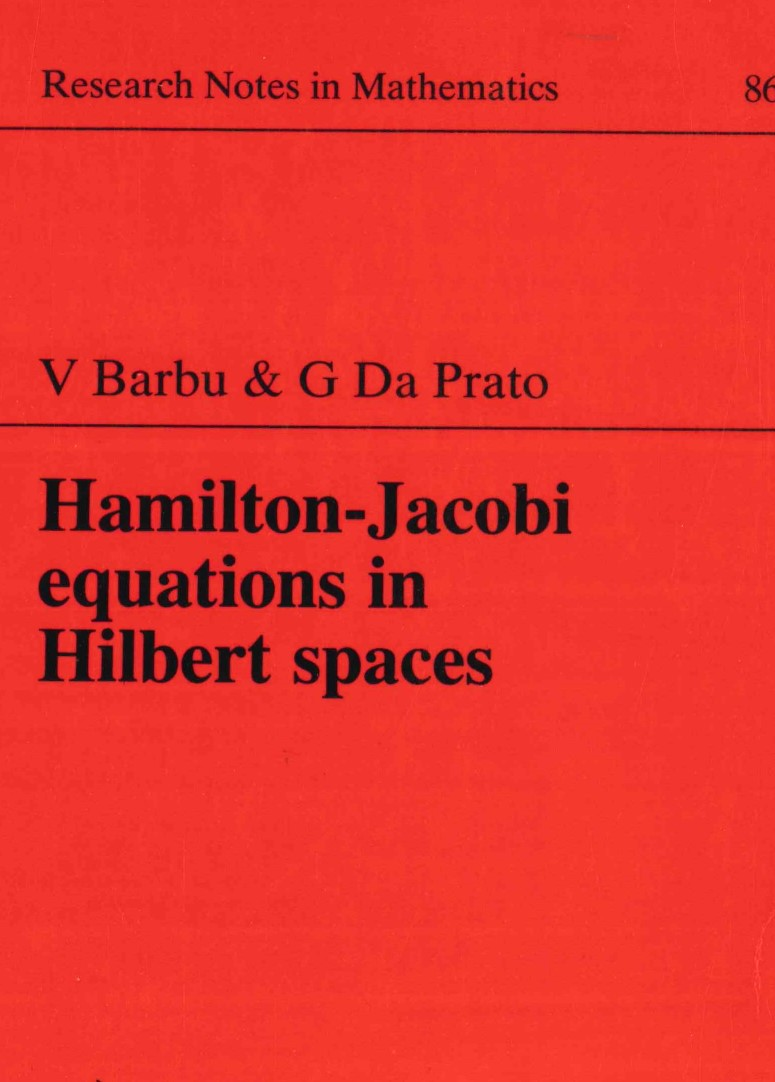
G. Da Prato, V. P. Barbu, Hamilton-Jacobi equations in Hilbert spaces (1983)

Entre 1974 y 1980 fue profesor en la Universidad "Alexandru Ioan Cuza" de Iasi, de entre sus alumnos sobresalen Gheorghe Moroșanu y Daniel Tătaru. Ocupó el cargo de rector de esta institución entre 1981 y 1989. 
Es miembro honorario de la Academia de Ciencias de Moldavia y miembro de la Academia Europea de Ciencias y de la Academia Rumana. Tiene el título de doctor honoris causa de la Universidad del Estado de Nebraska (Universidad de Nebraska en Omaha). En 2011 fue galardonado con la Orden de la Estrella de Rumania, con el rango de caballero por el presidente Traian Băsescu